# Kościół św. Pawła w Maceracie
Kościół św. Pawła w Maceracie (wł. Chiesa di San Paolo a Mecerata) − pochodząca z XVII w. świątynia katolicka w Mecaracie we Włoszech. Obecnie audytorium uniwersyteckie.
Były kościół znajduje się przy Piazza della Libertà w historycznym centrum miasta.

## Historia
Kościół został wzniesiony w latach 1623-1655 według projektu barnabity Giovanniego Ambrogio Mazenty Fasada świątyni pozostała w stanie surowym. Wnętrze kościoła jest bogato zdobione stiukami. W absydzie znajdują się siedemnastowieczne freski Pier Simona Fanelliego przedstawiające żywot św. Pawła Apostoła, patrona świątyni. W kościele znajduje się obraz Sebastiano Conca przedstawiający Trójcę Świętą z 1742.
W 1810 dobra barnabitów zostały zsekularyzowane, pięć lat później konwent i kościół stały się własnością miasta. Obecnie świątynia używana jest jako audytorium Uniwersytetu w Maceracie. W podziemiach znajduje się oratorium Konfraterni Bożego Grobu, która organizuje w okresie Wielkiego Postu misteria "Trzy godziny Agonii Naszego Pana" (wł. "Tre ore di agonia di N.S.").